# Xysticus guizhou
Xysticus guizhou är en spindelart som beskrevs av Song och Zhu 1997. Xysticus guizhou ingår i släktet Xysticus och familjen krabbspindlar. Inga underarter finns listade i Catalogue of Life.